# Cerkiew Zaśnięcia Najświętszej Maryi Panny w Witebsku
Cerkiew Zaśnięcia Najświętszej Maryi Panny (biał. Царква Успення Прасвятой Багародзіцы у Віцебску) – zabytkowa cerkiew prawosławna w Witebsku, w dekanacie witebskim św. Mikołaja eparchii witebskiej i orszańskiej Egzarchatu Białoruskiego Patriarchatu Moskiewskiego. Znajduje się przy ulicy Komunistycznej 15 (w pobliżu Ogrodu Botanicznego). Zbudowana z cegły w 1858 i zamknięta po rewolucji październikowej. W czasach sowieckich została przystosowana do potrzeb gospodarczych. Funkcjonuje od 1989, w 1997 została zwrócona prawosławnym, częściowo odrestaurowana.